# Meridian (Idaho)
Meridian é uma cidade localizada no estado americano do Idaho, no Condado de Ada. Foi fundada em 1893 e incorporada em 1903. Com mais de 117 mil habitantes, de acordo com o censo nacional de 2020, é a segunda cidade mais populosa do estado, depois da capital estadual Boise, e a 243ª mais populosa do país.

## Geografia
De acordo com o Departamento do Censo dos Estados Unidos, a cidade tem uma área de 91 km², dos quais 90,8 km² estão cobertos por terra e 0,2 km² (0,2%) por água.

### Localidades na vizinhança
O diagrama seguinte representa as localidades num raio de 16 km ao redor de Meridian.

## Demografia
Desde 1900, o crescimento populacional médio, a cada dez anos, é de 84,7%.

### Censo 2020
De acordo com o censo nacional de 2020, a sua população é de 117 635 habitantes e sua densidade populacional é de 1 294,7 hab/km². Seu crescimento populacional na última década foi de 56,7%, bem acima do crescimento estadual de 17,3%. É a segunda cidade mais populosa do Idaho, ultrapassando Nampa em relação ao censo anterior, e a 243ª mais populosa dos Estados Unidos.
Possui 43 627 residências que resulta em uma densidade de 480,2 residências/km² e um aumento de 63,6% em relação ao censo anterior. Deste total, 5,5% das unidades habitacionais estão desocupadas. A média de ocupação é de 2,9 pessoas por residência.

### Censo 2010
Segundo o censo nacional de 2010, a sua população era de 75 092 habitantes e sua densidade populacional de 1 082 hab/km². Era terceira cidade mais populosa do estado. Possuía 26 674 residências que resultava em uma densidade de 384,4 residências/km².